# 春日町 (金沢市)
春日町（かすがまち）は、石川県金沢市の町名。現行行政地名。

## 地理
大樋町、鳴和町の中間に位置している。

## 歴史

### 旧町名の概要
春日町一～五丁目（かすがまちいち～ごちょうめ）
- 地子町

談議所町（だんぎしょまち）
- 地子町。1955年7月1日、春日中丁に改称。

同心町（どうしんちょう）
- 武家地

### 沿革
- 1966年（昭和41年）9月1日 - 住居表示実施により、春日町一丁目・春日町二丁目・春日町三丁目・春日町四丁目・春日町五丁目・春日中丁の全部と同心町・上大樋町・山ノ上町五丁目・鳴和町の各一部から成立[4]。

## 世帯数と人口
2022年（令和4年）9月1日現在の世帯数と人口は以下の通りである。
| 町丁   | 世帯数  | 人口  |
| ------ | ------- | ----- |
| 春日町 | 370世帯 | 731人 |

## 小・中学校の学区
市立小・中学校に通う場合、学区は以下の通りとなる。
| 番地 | 小学校               | 中学校             |
| ---- | -------------------- | ------------------ |
| 全域 | 金沢市立森山町小学校 | 金沢市立鳴和中学校 |

## 交通

### 鉄道
町内に鉄道駅はない。

### バス
- 北鉄バス（北陸鉄道・北鉄金沢バス）・西日本ジェイアールバス　春日町バス停

### 道路
- 国道359号

## 施設
- マルエー 春日店